# Pothoidium
Pothoidium, monotipski biljni rod iz porodice kozlačevki smješten u tribus Potheae. Jedina vrsta je P. lobbianum penjačica raširena od Tajvana na sjeveru do Moluka i Celebesa na jugu.
Biljka sadrži kristale kalcijevog oksalata, tako da je sirova otrovna, a otrov se uklanja kuhanjem ili sušenjem.
Koristi se uglavnom zbog vlakana koja se u znatnim količinama prodaju na lokalnim tržnicama na Filipinima.